# Tønder
 Denne artikel omhandler byen Tønder. Opslagsordet har også en anden betydning, se Tønder (slægt).
 Denne artikel handler om selve byen Tønder. Ordet Tønder bruges ofte også som en kort betegnelse for Tønder Kommune.
Tønder (sønderjysk: Tynne, frisisk: Tuner, tysk: Tondern) er en by i det sydvestlige Sønderjylland, ca. 5 km fra den dansk-tyske grænse og har 7.477 indbyggere  (2025). Byen ligger lavt på overgangen mellem hedesletten og marsken og afgrænses af Vidå mod syd. Landevejene rute 8, 11 og 25 mødes i Tønder.
Tønder er en moderne skole- og erhvervsby med bl.a. aluminiumsbearbejdning, fotolaboratorium, støbefabrikker og et aktivt handelsliv kombineret med smuk, gammel arkitektur. Erhvervslivet domineres i dag af enkelte store virksomheder som Norsk Hydro Aluminium, Pro Rengøring og Brdr. Hartmann A/S. Desuden har skokoncernen ECCO et kursus- og konferencecenter ved byen.
Nærmeste naboby er Møgeltønder, som ligger 4 kilometer vest for byen. Tønder har et daghospital. Tønder Station har flere daglige afgange til Esbjerg og der går også daglige afgange til Niebüll/Tyskland med Arriva. Hvert år i august finder den traditionsrige Tønder Festival sted, som især byder på folke- og jazzmusik. I julemåneden er Tønder især kendt for sit julemarked og Det Gamle Apotek, som rummer Skandinaviens største juleudstilling.
Foruden Tønder Museum (nu Kulturhistorie Tønder) med bl.a. udstilling af arkitekt Hans J. Wegners møbler i det tidligere vandtårn og Kunstmuseet i Tønder (tidligere Sønderjyllands Kunstmuseum) findes nord for byen et zeppeliner- og garnisonsmuseum. Kulturlivet er mangfoldigt med over 200 foreninger, hvoraf også det tyske mindretal har en del.

## Historie
Byen nævnes allerede i 1100-tallet af en arabisk korttegner Al-Idrisi, men der er usikkerhed om navnet Tundira henviser til Tønder eller Møgeltønder. Byen fik i 1243 Lybsk stadsret, og er dermed landets ældste købstad. Byen var oprindelig en havneby, hvilket også ses på nutidige gadenavne som Skibbroen og Skibbrogade, men byen mistede allerede i 1550'erne adgang til havet og dermed sin havn på grund af Hans den Ældres digebyggerier. Disse byggerier blev sat i gang efter en alvorlig stormflod i 1532, hvor vandet stod 1,8 meter højt i Tønder kirke, svarende til en højde på 5,3 meter over dagligt vande. Voldsomme stormfloder i 1615 og 1825, og i sidste århundrede i 1923 og 1976 var et vilkår som byen i hele sin historie har forsøgt at beskytte sig imod. Helt frem til midten af 1900-tallet var Tønder om vinteren omgivet af vand på alle sider, men i dag er Tøndermarsken sikret af Det fremskudte Dige, som strækker sig fra Emmerlev Klev og ned til Hindenburgdæmningen.
Frem til 1600-tallet havde byen en betydelig skibsfart og handel især Nordtyskland og Nederlandene og deraf følgende indvandring. De anlagte diger sikrede byen mod oversvømmelser, men afskar den direkte sejlads, så Rudbøl og senere Højer måtte benyttes som udskibningshavne. Herefter udviklede Tønder sig til et centrum for produktion og salg af kniplinger. Byen fik i 1788 et lærerseminarium, som i 1989 blev sammenlagt med Haderslev Statsseminarium.
Efter krigen i 1864, hvor Tønder blev tysk, oplevede byen øget vækst, og der opstod industri. Byen fik adgang til et større opland mod syd, og handelsmæssigt konkurrerede Tønder med især Husum. Der etableredes jernbaneforbindelse til Tinglev på den jyske længdebane i 1867 og til Højer i 1892.
Ved begyndelsen af 1900-tallet nød byen godt af turismen på øen Sild, idet turisterne rejste via Tønder og Højer. Med Genforeningen i 1920 blev Tønder imidlertid dansk, og turisttrafikken til Sild ophørte. Desuden mistede byen efter den nye grænsedragning størstedelen af sit sydlige opland. I 1900-tallet lykkedes det at afvande hele Tøndermarsken, og Tønder blev trafikknudepunkt og dermed handelsby for et ret stort område. Selvom den industrielle udvikling længe var begrænset i byen, næsten fordobledes indbyggertallet i det 20. århundredes første halvdel, og i 1950 rundede Tønder 7.000 indbyggere. I disse år kom en del nye virksomheder til byen, mens allerede eksisterende virksomheder ekspanderede. Alligevel var kun 28 procent af de erhvervsaktive i byen i 1960 beskæftiget indenfor industri- og håndværksfagene.
Ved kommunalreformen i 2007 blev Tønder sammenlagt med 6 andre kommuner, inklusiv Skærbæk og Rømø. Dermed er Tønder arealmæssigt Danmarks femtestørste kommune.

## Uddannelse
- Tønder Gymnasium udbyder de to ungdomsuddannelser:
  - STX
  - HF
- Tønder Handelsskole tilbyder de to ungdomsuddannelser:
  - HHX
  - EUX
- EUC Syd (teknisk gymnasium og teknisk skole) har en afdeling i Tønder
- EUC Syd og Tønder Handelsskole udbyder i samarbejde:
  - HTX
- VUC Syd har en afdeling i Tønder
- Erhvervsakademi Sydvest har en afdeling i Tønder

## Erhverv
Byens handelsgade er Vestergade, der løber mellem Storegade og Strucksallé.
- Brdr. Hartmann A/S fremstiller æggebakker og havde i 2012 380 ansatte.
- Norsk Hydro Aluminium (i dag omdøbt til Sapa Extrusion Denmark) ekstruderer og sælger aluminiumprofiler til det danske marked og Tyskland. Aluminiumprofilerne leveres enten i rå tilstand eller med overfladebehandling og eventuelt mekanisk bearbejdning. Virksomheden har 260 medarbejdere som er fordelt på produktion i Tønder og salgskontorer i Tønder og Risskov.

### Tidligere arbejdspladser i Tønder
- Tønder Statsseminarium uddannede skolelærere i perioden 1788-1989.[3]
- Tønder Kaserne husede soldater i årene 1936-2002.[4] Tønder Kaserne blev afviklet i 1999-2002, hvor også Elektronisk Krigsførelseskompagni blev flyttet til Fredericia.

## Kultur
Byen rummer Kulturhistorie Tønder, der tidligere hed Tønder Museum, men som nu er en del af Museum Sønderjylland.
Kunstmuseet i Tønder blev grundlagt i 1972 og rummer en fast samling af værker af fortrinsvis nyere danske kunstnere.
Tønder Vandtårn blev tidligere brugt som vandtårn, men er i dag om dannet til et museum for Hans J. Wegner.
Tønder er kendt for en særlig form for kniplinger kaldet tønderkniplinger, og der afholdes også en festival for knipling i byen. Den tiltrækker mange besøgende fra hele verden.

### Tønderfestivalen
Byen er hvert år samlingssted for mange musikentusiaster under Tønder Festival, en af de vigtigste europæiske festivaler indenfor traditionel og moderne folkemusik, roots og blues. Festivalen finder sted hvert år i den sidste hele weekend i august. Den begyndte i 1974. Der er i 2006 ca. 1.900 frivillige medarbejdere tilknyttet festivalen.

## Kendte fra Tønder
- Poul Schlüter, tidligere statsminister
- Hans Jørgen Wegner, møbeldesigner
- Mogens Amdi Petersen, grundlægger af Tvind
- Mai Mercado, konservativt folketingsmedlem og tidligere minister
- Gretelise Holm, forfatter
- Ane Høgsberg, stand up-komiker
- Bent Stuckert, journalist
- Dyke Johannsen, guldsmed og kunstmaler
- Thomas Mikkelsen, fodboldspiller
- Søren Christensen, chefredaktør
- Klaus Petersen, professor
- Jens Carl Sanderhoff, forfatter
- Jakob Michelsen, fodboldtræner
- Helmer Lind, journalist og redaktør
- Jens Otto Kjær Hansen, tidligere rektor
- Michael Graversen, dokumentarfilminstruktør
- Heinrich Wilhelm von Gerstenberg, digter
- Peter Olufsen, godsejer
- Nicolai Tychsen, dansk apoteker og kemiker
- Ernst Frederik von Walterstorff, dansk generalguvernør, diplomat og teaterchef
- Morten Nissen Nielsen, iværksætter
- Thomas Duer, tidligere erhvervsleder
- M.P. Weibel, erhvervsleder
- Per Bach Nissen, operasanger, voksede op i Tønder